# 公民力量 (香港)
公民力量（英語：Civil Force），香港的一個建制派組織，主要活躍於新界沙田區和西貢區。該組織是在1993年12月成立，由當時8位沙田區議員組成，包括當時剛退出香港民主同盟（民主黨前身）的劉江華，後來劉江華退出公民力量。
公民力量曾在沙田區議會和西貢區議會分別擁有14個和4個議席，在沙田區是擁有最多議席的地區組織，因而亦被喻為「沙田執政黨」。
在2019年香港區議會選舉後，新民黨和公民力量大敗，兩黨全軍覆沒，外界都稱是「滅黨」。

## 歷史

### 2007年香港區議會選舉
公民力量總共派出20人參選，分別參選沙田區（16人）和西貢區（4人）的區議會，其中4人自動當選，其他候選人方面，首次參選的5人亦只有兩人落選。

### 與新民黨結盟
2014年2月12日，新民黨宣佈與公民力量結成聯盟，擴大組織架構。結盟後，公民力量19名區議員均加入新民黨，令新民黨區議員原來12名，增至31名。新民黨亦於2月11日舉行之特別會員大會中，通過委任公民力量的召集人潘國山為該黨副主席。與此同時，葉劉淑儀則成為公民力量會長，田北辰則成為公民力量榮譽主席。

### 2015年香港區議會選舉
公民力量總共派出23人參選，當中4人自動當選，但由於得票下跌及政府取消所有委任議席，總議席數目下跌至11席。有分析指，公民力量慘敗與跟新民黨結盟有關。

### 2019年香港區議會選舉
公民力量總共派出20人參選，結果全軍覆沒。

## 議員

### 立法會議員
| 席位           | 選區／界別     | 議員     | 1998-2000 | 2000-2004 | 2004-2008 | 2008-2012 | 2012-2016 | 2016-2021 | 2022-2025 | 備註                     |
| -------------- | -------------- | -------- | --------- | --------- | --------- | --------- | --------- | --------- | --------- | ------------------------ |
| 地方選區       | 新界東         | 劉江華   |           |           |           |           |           |           |           | 同為民建聯成員，已退黨。 |
| 地方選區       | 新界東         | 容海恩   |           |           |           |           |           |           |           | 同為新民黨成員           |
| 地方選區       | 新界東北       | 李梓敬   |           |           |           |           |           |           |           | 同為新民黨成員           |
| 功能界別       | 工業界（第二） | 林大輝   |           |           |           |           | →         |           |           | 於2013年加入，2015年退出 |
| 選舉委員會界別 | 選舉委員會界別 | 容海恩   |           |           |           |           |           |           |           | 同為新民黨成員           |
| 所得議席       | 所得議席       | 所得議席 | 1         | 1         | 1         | 1         | 0→1→0     | 1         | 2         |                          |

### 區議員
公民力量在 2023 年區議員
|區議會
|地方編號
|沙田區
|沙田西，鄧肇峰
|沙田南. 林宇星
|沙田東. 姚嘉俊
|沙田北. 羅伊琳
|地區委員會界別. 夏劍琨，梁家瑋，張柏源，林小文，陳曉盈.郭宣彤
|委任議員.潘國山，林松茵，廖子聰，王惠成，黃宇翰，陳敏娟，梁家輝

## 外部連結
- 公民力量的Facebook專頁
- 公民力量官方網站 （页面存档备份，存于）
- 香港立法會：劉江華議員